# 57e corps d'armée (Allemagne)
Pour les articles homonymes, voir 57e corps d'armée.
Le 57e corps d'armée (LVII. Armeekorps, en allemand) était un corps d'armée de l'armée de terre allemande (la Heer), au sein de la Wehrmacht pendant la Seconde Guerre mondiale.

## Historique
Le 57e corps d'armée allemand est formé le 15 février 1941 à Augsbourg et est renommé 57e corps de blindés le 21 juin 1942.

## Théâtres d'opérations
- Allemagne et Pologne : février à juin 1941 ;
- front de l'Est, secteur centre : juin 1941 à  (juin) 1942.

## Hiérarchie des unités
| Nom                                     | Nbre d'hommes       | Unités subalternes                | Grade de commandement                 |
| --------------------------------------- | ------------------- | --------------------------------- | ------------------------------------- |
| La Heer se subdivise en Heeresgruppen : |                     |                                   |                                       |
| Heeresgruppe                            | + 300 000           | 2 à + Armeen (Armées)             | Generaloberst ou Generalfeldmarschall |
| Armee                                   | + 100 000 - 300 000 | 2 à + Armeekorps (Corps d'armées) | General ou Generaloberst              |
| Armeekorps                              | + 30 000 - 80 000   | 2 à + Divisionen (Division)       | Generalleutnant ou General            |
| Division                                | + 10 000 – 20 000   | 2 à 6 Brigaden (Brigade)          | Generalmajor ou Generalleutnant       |
| Brigade                                 | + 3 000 – 5 000     | jusqu'à 3 Regimentern (Régiment)  | Oberst ou Generalmajor                |

## Organisations

### Commandants successifs
| Date                               | Grade                     | Commandant         |
| ---------------------------------- | ------------------------- | ------------------ |
| 15 février 1941 - 15 novembre 1941 | General der Panzertruppen | Adolf Kuntzen      |
| 15 novembre 1941 - 12 janvier 1942 | General der Panzertruppen | Friedrich Kirchner |
| 12 janvier 1942 - 31 janvier 1942  | General der Panzertruppen | Adolf Kuntzen      |
| 31 janvier 1942 - 21 juin 1942     | General der Panzertruppen | Friedrich Kirchner |

### Chef des Generalstabes
| Date                           | Grade       | Commandant        |
| ------------------------------ | ----------- | ----------------- |
| 15 février 1941 - 21 juin 1942 | Oberst i.G. | Friedrich Fangohr |

### 1. Generalstabsoffizier (Ia)
| Date                         | Grade          | Commandant         |
| ---------------------------- | -------------- | ------------------ |
| Février 1941 - Décembre 1941 | Major i.G.     | Alfred von Unger   |
| Décembre 1941 - 21 juin 1942 | Hauptmann i.G. | Georg von Stünzner |

### Rattachement d'Armées
| Date         | Armée                    | Groupe d'Armées           |
| ------------ | ------------------------ | ------------------------- |
| 1941         |                          |                           |
| 15 février   | z.Vfg.                   | stellv. Gen. Kdo. VII. AK |
| 15 mars      | 2. Armee                 | Groupe d'armées C         |
| 2 avril      | 11. Armee                | Groupe d'armées C         |
| 15 avril     | Panzergruppe 3           | OKH                       |
| 20 juin      | Panzergruppe 3           | Groupe d'armées Centre    |
| 18 août      | Gruppe Stumme (XXXX. AK) | Groupe d'armées Centre    |
| 28 août      | 9. Armee                 | Groupe d'armées Centre    |
| 15 septembre | Panzergruppe 4           | Groupe d'armées Centre    |
| 8 octobre    | 4. Armee                 | Groupe d'armées Centre    |
| 1942         |                          |                           |
| 1er janvier  | 4. Armee                 | Groupe d'armées Centre    |
| 12 mars      | OKH                      | Groupe d'armées Centre    |

### Unités subordonnées

#### Unités organiques
- Arko 121
- Korps-Nachrichten-Abteilung 457
- Korps-Nachschubtruppen 457
- Feldgendarmerie-Trupp 457

#### Unités rattachées
22 juin 1941
- 110e division d'infanterie
- 19e Panzerdivision
- 20e Panzerdivision

22 juillet 1941
- 19e Panzerdivision
- 20e Panzerdivision
- 14e division d'infanterie motorisée
- 18e division d'infanterie motorisée

22 août 1941
- 110e division d'infanterie
- 19e Panzerdivision
- 20. Panzer-Division

9 septembre 1941
- 19e Panzerdivision
- 20e Panzerdivision

2 octobre 1941
- 20e Panzerdivision
- 3. Infanterie-Division (mot.)
- SS-Division "Reich"

2 janvier 1942
- 98e division d'infanterie
- 34e division d'infanterie
- 19e Panzerdivision

3 février 1942
- 19e Panzerdivision
- 52e division d'infanterie
- 137e Panzerdivision

## Source
- (de) LVIIe Armeekorps sur lexikon-der-wehrmacht.de